# Eulophia falcatiloba
Eulophia falcatiloba là một loài thực vật có hoa trong họ Lan. Loài này được Szlach. & Olszewski mô tả khoa học đầu tiên năm 2001.